# Fairey Fulmar
Die Fairey Fulmar (engl. für „Eissturmvogel“) war ein für den Einsatz von Flugzeugträgern konzipiertes zweisitziges britisches Jagdflugzeug des Zweiten Weltkriegs.

## Geschichte

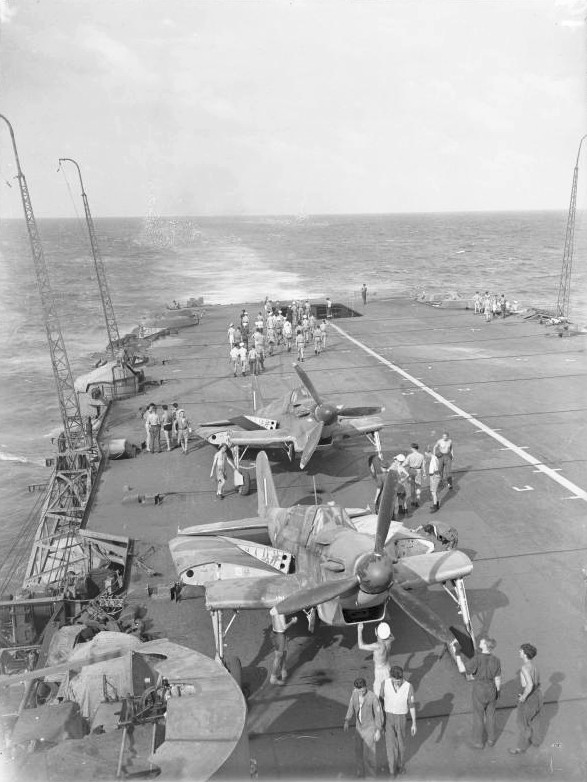
Fairey Fulmar auf der HMS Formidable vor Madagaskar, 1942. Die Faltflügel sind gut zu erkennen.

Sie wurde vom Air Ministry im Januar 1938 als Jagdflugzeug geordert, da die Fleet Air Arm dringend Ersatz für die veralteten Doppeldecker benötigte und um sich gegen einen möglichen Fehlschlag des Blackburn-Skua-Jägers abzusichern.
Aus dem nach Spezifikation P.4/34 entwickelten Prototyp eines leichten Bombers Fairey P.4/34 (der für die gleiche Ausschreibung wie die Hawker Henley entwickelt wurde) entstand nach einigen Änderungen gemäß Spezifikation O.8/38 die Fulmar, ein zweisitziges, trägergestütztes Jagdflugzeug.
Da man davon ausging, dass sich die Besatzung über Wasser nicht gegen feindliche Jagdflugzeuge wehren müsse, wurden Flugleistung und Manövrierfähigkeit als weniger wichtig angesehen, dagegen waren die Prioritäten hohe Reichweite und gute Bewaffnung. Ebenso wurde ein Navigator/Funker für die langen Flüge über See als notwendig erachtet. Dies war letztlich eine Fehleinschätzung, denn schon ab 1938 wurden britische Flugzeugträger erfolgreich mit einem damals hochmodernen Funksystem (homing beacon) ausgerüstet, mit dem die Flugzeuge ihren Flugzeugträger auf große Entfernung und sichtunabhängig wieder finden konnten und dessen Empfänger im Flugzeug auch vom Piloten allein bedient werden konnte.
Der Prototyp (K5099), noch als Fairey P.4/34 bezeichnet, machte am 13. Januar 1937 seinen Erstflug, angetrieben durch einen modifizierten Rolls-Royce Merlin II, der bei den Serienflugzeugen Fulmar Mk. I durch einen Merlin VIII ersetzt wurde. Die erste Serienmaschine (N1854), die sich vom Prototyp außer im Motor auch in der Kanzel und der Ausrüstung (einschließlich der Faltflügel) recht deutlich unterschied, flog am 4. Januar 1940, mit den ersten Auslieferungen an den Fleet Air Arm trat der Typ im Juni 1940 mit der Staffel 806 (später auf dem neuen Träger HMS Illustrious eingeschifft) in den Truppendienst. Die Einführung der Fulmar wurde unter außergewöhnlicher Geheimhaltung betrieben; erstmals im September 1940 wurde der Name überhaupt offiziell erwähnt.
Die Piloten befanden die Fulmar als leicht zu steuern, angenehm zu fliegen und ohne schwere Mängel, allerdings erwies sich die Längsstabilität bei voller Zuladung als mangelhaft. Erwartungsgemäß riefen Geschwindigkeit, Steigvermögen und Dienstgipfelhöhe Kritik hervor, dabei ist zu berücksichtigen, dass die Fulmar als Flugzeug konzipiert war, welches sich kaum jemals landgestützten Jägern mit überlegener Leistung entgegenzustellen hätte. Andererseits trug die Maschine doppelt so viel Munition wie die Jagdflugzeuge Hawker Hurricane und Supermarine Spitfire und erreichte mit einer Flugdauer von 5 Stunden ebenfalls das Doppelte dieser landgestützten Jäger.
Die Bewaffnung der Fulmar bestand aus acht 7,7-mm-Maschinengewehren und erwies sich im Einsatz als unzureichend. Obwohl sie zweisitzig ausgelegt war, war keine vom Funker bediente Abwehrbewaffnung vorgesehen. Die Fulmar verfügte über selbstdichtende Kraftstofftanks, bot aber mit Ausnahme einer Panzerglasscheibe für den Piloten der Besatzung keinerlei Panzerungsschutz.
Wenig bekannt, aber bedeutungsvoll war der Anteil der Fulmar bei der Verfolgung des deutschen Schlachtschiffs Bismarck im Mai 1941, wo die Fulmar der Staffel 800Z an Bord der Victorious entscheidende Aufklärungsdaten lieferten, die den Fairey Swordfish Torpedobombern der Ark Royal den entscheidenden Angriff ermöglichten.

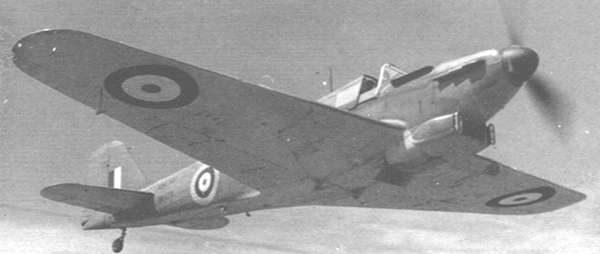
Fairey Fulmar Mk II

Nach 250 gebauten Fulmar Mk. I löste die Mk. II dieses Muster ab, die neue Version erhielt den Merlin-XXX-Motor mit 1300 PS, einen neuen Propeller sowie eine Tropenausrüstung. Durch verschiedene weitere Modifikationen wurde das Gewicht um 159 kg gesenkt, insgesamt wurde die Steigfähigkeit stark verbessert.
Etwa 100 Fulmar Mk. II wurden zu Nachtjägern umgerüstet, diese wurden sowohl zur Schulung als auch für den Kampf eingesetzt. Ab Anfang 1942 konnte die Fulmar mit einer neuen, leichteren Funkanlage auch erfolgreich über dem Indischen Ozean als Langstreckenaufklärer operieren.
Das Muster wurde ab 1943 langsam von der Supermarine Seafire und der Fairey Firefly abgelöst, blieb aber bis 1945 als Jäger, Aufklärer und Nachtjäger im Einsatz. Die letzte überlebende Fairey Fulmar ist im Fleet Air Arm Museum in Yeovilton ausgestellt.

## Produktionszahlen
Die Fulmar wurde in Großbritannien bei Fairey in Heaton Chapel gebaut.
| Version | Anzahl |
| ------- | ------ |
| Mk I    | 150    |
| Mk II   | 450    |
| Summe   | 600    |

| Jahr  | Anzahl |
| ----- | ------ |
| 1940  | 159    |
| 1941  | 315    |
| 1942  | 120    |
| 1943  | 6      |
| Summe | 600    |

## Technische Daten
| Kenngröße             | Daten Fairey Fulmar Mk. II                                |
| --------------------- | --------------------------------------------------------- |
| Besatzung             | 2                                                         |
| Länge                 | 12,27 m                                                   |
| Spannweite            | 14,12 m                                                   |
| Höhe                  | 4,25 m                                                    |
| Gesamtmasse           | 4450 kg                                                   |
| Antrieb               | ein Rolls-Royce Merlin XXX V-12 mit 1.300 PS (ca. 960 kW) |
| Höchstgeschwindigkeit | 448 km/h                                                  |
| Dienstgipfelhöhe      | 7930 m                                                    |
| normale Reichweite    | 1280 km                                                   |
| Bewaffnung            | acht 7,7-mm-MGs                                           |